# بلفر
بلفر (لهستانی: Belfer) یک سریال تلویزیونی جنایی لهستانی است که در سال ۲۰۱۶ منتشر شد. این سریال برندهٔ ۲ جایزهٔ فیلم لهستان از جمله «بهترین مجموعه تلویزیونی» شد. واژهٔ «بلفر» در زبان لهستانی اصطلاحی تحقیرآمیز یا طنز برای «معلم» است.

## بازیگران
- ماچئی اشتور
- ماگدالنا چلتسکا
- روبرت گونرا
- روبرت وابیخ
- یوزف پاووفسکی
- ووکاش سیملات
- کاتاژینا دامبروفسکا
- پائولینا شوستاک
- زوفیا ویخواچ
- یواخیم لامژا
- داوید زاوادزکی
- آلکساندرا کونیچنا
- بئاتا کافکا
- اولگا کالیتسکا
- میخالینا واباچ
- کاتاژینا سافچوک
- گژگوش دامینتسکی
- الکساندرا پولووفسکا
- هلنا سویتسکا
- سزاری ووکاشویچ
- پشمیسواف بلوشچ
- پیوتر گوئوواتسکی
- یاکوب ویچورک
- یاکوب مازورک
- ووکاش لواندوفسکی
- پیوتر میازگا
- سباستیان فابیانسکی
- ساندرا دژیمالسکا
- کاتاژینا کویاتکوفسکا
- کشیشتف پیه‌چینسکی
- یوآنا اورلئانسکا
- کامیلا کامینسکا
- ماتیلدا پودفیلیپسکا
- آندژی دِسکور
- آندژی کونوپکا
- روبرت چبوتار
- پاوئو کرولیکوفسکی
- وویچیخ چروینسکی
- اِوا کولاشینسکا
- شیمون پیوتر وارشافسکی
- اِما گیگژنو
- پائولینا والنجیاک